# DeMar DeRozan
DeMar Darnell DeRozan, född den 7 augusti 1989, är en amerikansk professionell basketspelare som spelar för Sacramento Kings i NBA. Han har tidigare spelat för Toronto Raptors och Chicago Bulls.
DeRozan ingick i det amerikanska lag som vann OS-guld i herrbasket vid olympiska sommarspelen 2016. Innan han blev bytt till San Antonio den 18 Juli 2018 för Kawhi Leonard och Danny Green ledde han Toronto Raptors i bland annat matcher spelade, Field Goals och totala poäng.